# Bourg-Saint-Bernard
Bourg-Saint-Bernard este o comună în departamentul Haute-Garonne din sudul Franței. În 2009 avea o populație de 872 de locuitori.

## Evoluția populației
| An        | 1975 | 1982 | 1990 | 1999 | 2006 | 2009 |
| --------- | ---- | ---- | ---- | ---- | ---- | ---- |
| Populație | 585  | 584  | 659  | 772  | 823  | 872  |

## Monumente

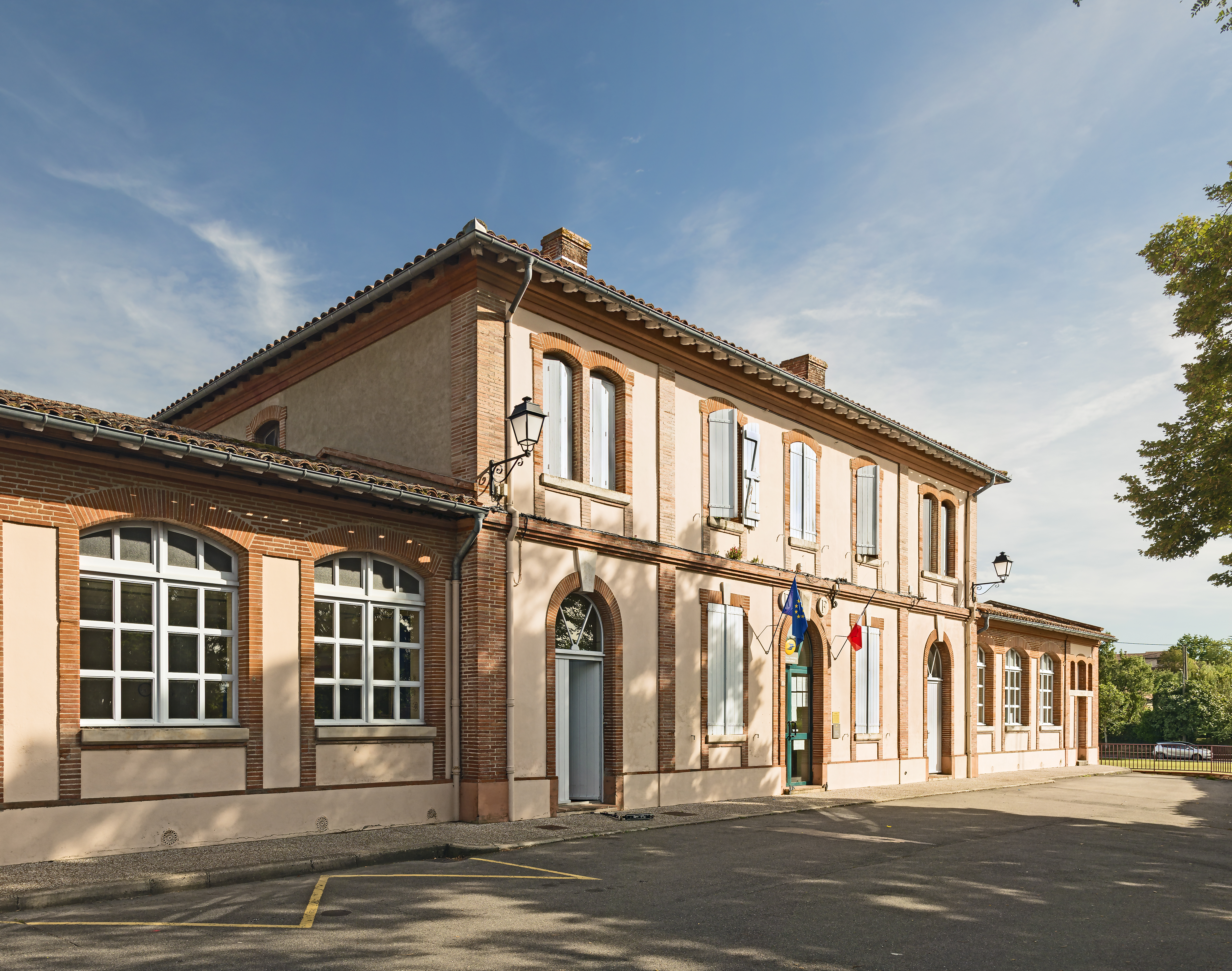
Primăria.
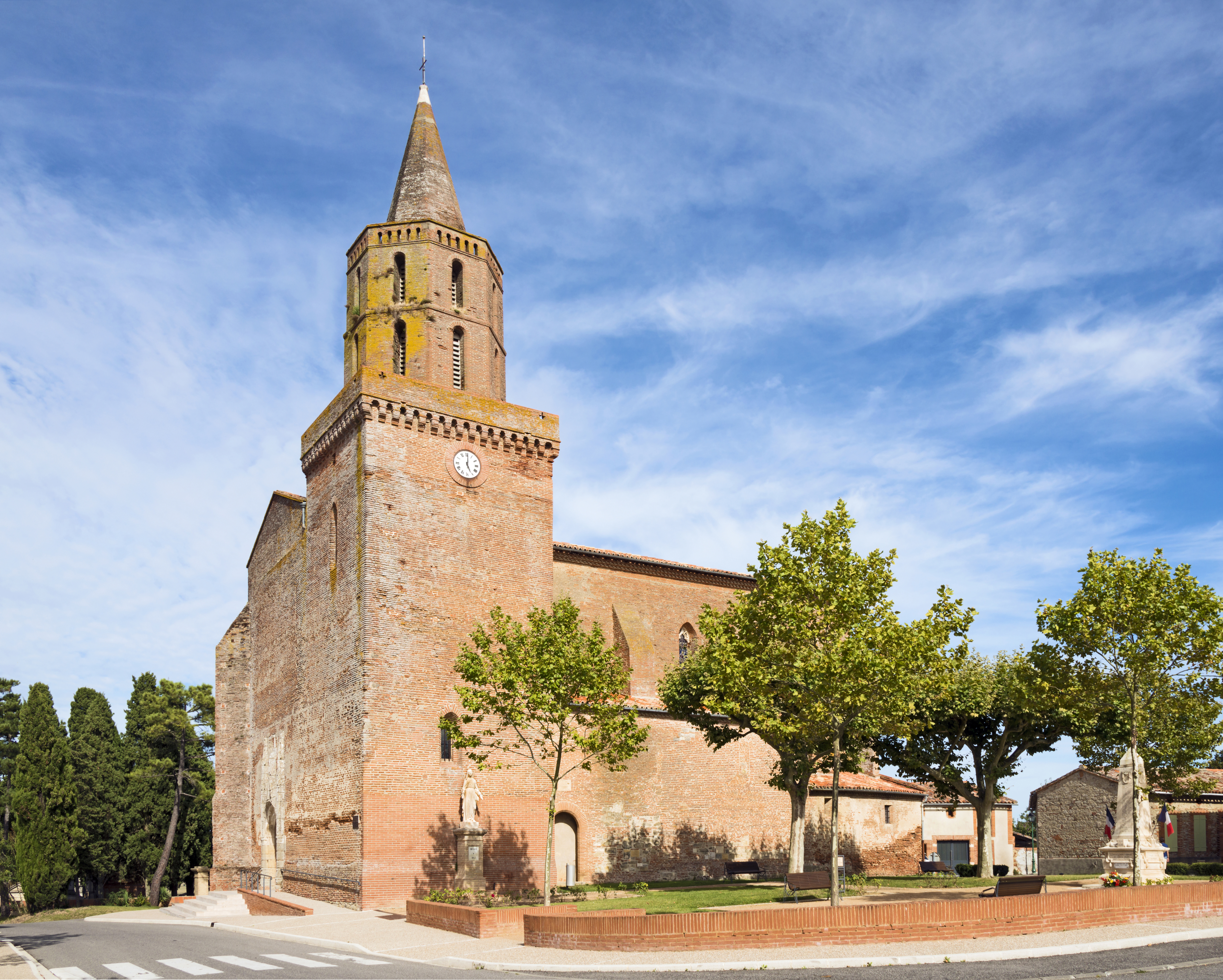
Biserica.
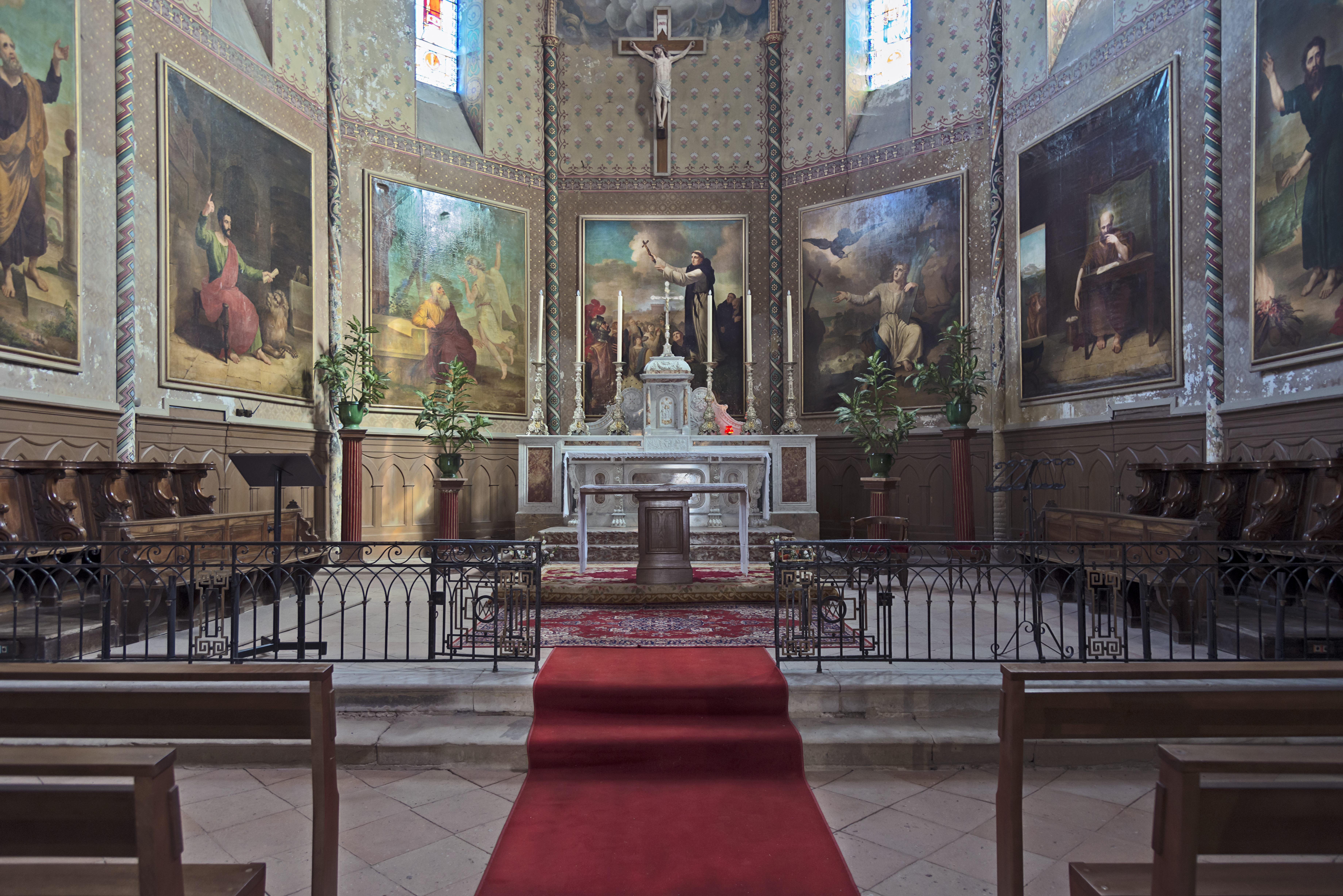
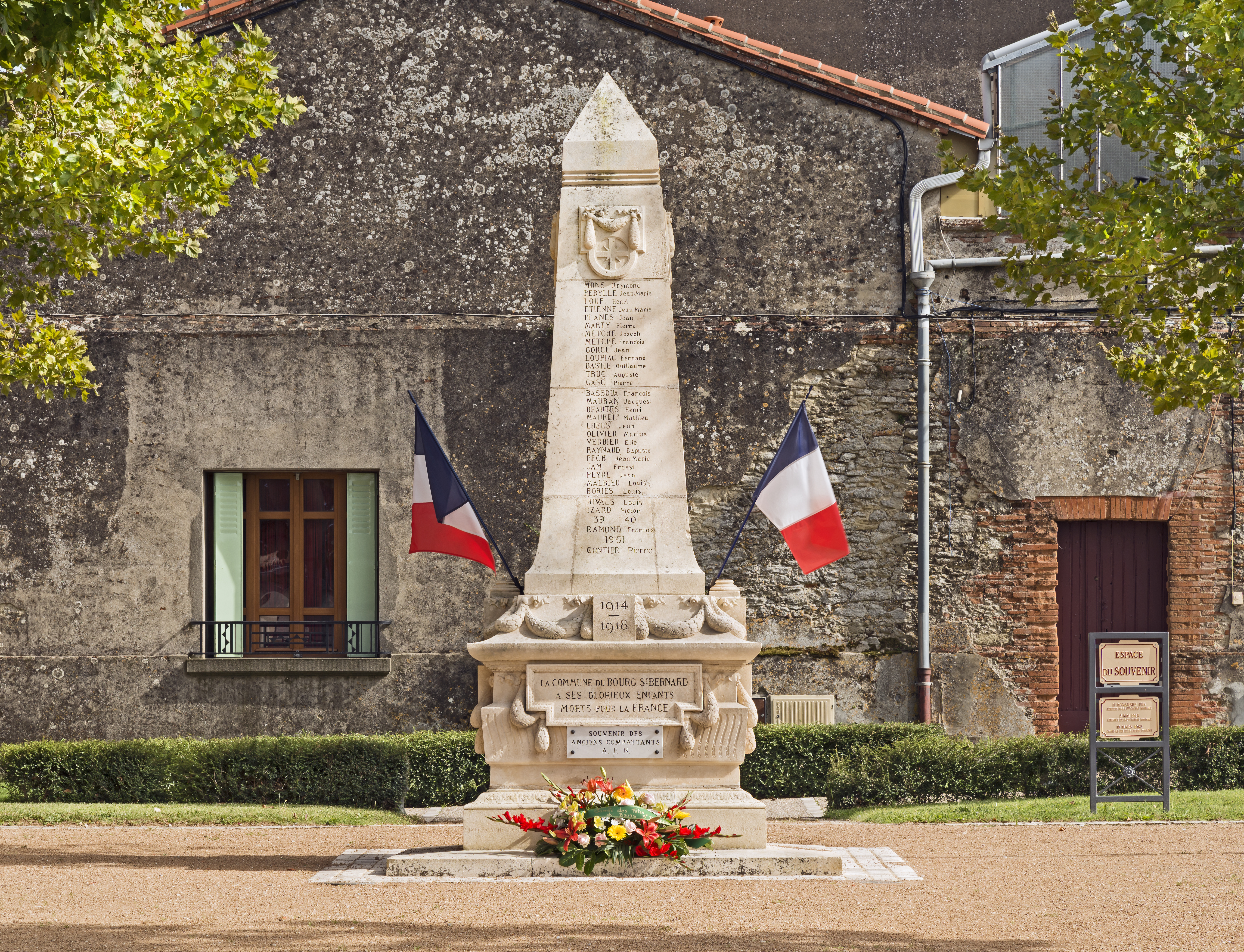
Memorial de război.